# Sisačka biskupija
Sisačka biskupija je hrvatska biskupija koju je utemeljio, točnije ponovno uspostavio papa Benedikt XVI., 5. prosinca 2009. godine. 
Katedrala je župna crkva Uzvišenja sv. Križa u Sisku. Zaštitnik biskupije je Sveti Kvirin Sisački, biskup kasnoantičke sisačke biskupije.

## Povijest
Prvim biskupom Sisačke biskupije imenovan je mons. Vlado Košić, dotadašnji pomoćni biskup Zagrebačke nadbiskupije. Biskupija je zaživjela 6. veljače 2010. godine, izvršenjem bule o osnivanju te ređenjem i preuzimanjem službe prvog biskupa.

## Uprava
U crkvenopravnom pogledu Sisačka biskupija je sufragan (podložna biskupija) Zagrebačke nadbiskupije u okviru Zagrebačke metropolije.
Sisačka biskupija sastoji se od triju arhiđakonata: Katedralnoga, Gorsko - zrinskog i Moslavačkog.
Po teritorijalno-pastoralnom ustrojstvu biskupija sastoji se od 8 dekanata i 63 župe:
- Sisačko - katedralni (8 župa)
- Pokupsko - vukomerićki (7 župa)
- Sisačko - pešćenički  (9 župa)
- Dubičko - kostajnički (10 župa)
- Glinski (8 župa)
- Petrinjski (7 župa)
- Ivanićgradski (8 župa)
- Kutinski (8 župa)

Biskupija osim Sisačko-moslavačke pokriva istočni i južni dio Zagrebačke županije (područje Ivanićgradskog dekanata) i dio Pokuplja. Također, unutar biskupije je i župa Šišljavić u Karlovačkoj županiji.

## Redovničke zajednice
Na području biskupije djeluju sljedeće redovničke družbe i redovi:

### Muške
- Družba svećenika Srca Isusova (dehonijanci)
  - Kutinska Slatina – bl. Alojzije Stepinac
  - Ilova – Srce Marijino
- franjevci
  - Red manje braće
    - Hrvatska franjevačka provincija sv. Ćirila i Metoda
      - Čuntić – sv. Antun Padovanski
      - Hrvatska Kostajnica – sv. Nikola biskup
      - Kloštar Ivanić – Uznesenje BDM
      - Petrinja – sv. Ivan Pavao II.

    - Franjevačka provincija Bosna Srebrena
      - Gvozd – Sv. Petar i Pavao
      - Vojnić – Sv. Antun Padovanski

  - franjevci konventualci
    - Hrvatska provincija sv. Jeronima
      - Sisak – Sv. Josip Radnik

  - franjevci kapucini
    - Hrvatska kapucinska provincija Sv. Leopolda Bogdana Mandića
      - Topusko – Pohod BDM
- Sinovi Bezgrešne
  - Kutina – Kuća fra Bonifacija Pavletića

Izvor: Sisačka biskupija

### Ženske
- bosonoge karmelićanke
  - Kloštar Ivanić – Karmel svete Male Terezije
- Kćeri Božje ljubavi
  - Hrvatska provincija Božje providnosti
    - Petrinja i Sisak
- Kćeri milosrđa
  - Provincija Krista Kralja
    - Ivanić-Grad
- Kćeri Srca Isusova
  - Hrvatska delegatura
    - Lasinja
- Klanjateljice Krvi Kristove
  - Regija Zagreb
    - Hrvatska Kostajnica – Samostan BDM Pomoćnice
    - Kutina – Samostan Navještenja B. D. Marije
- Sestre milosrdnice
  - Provincija Bezgrješnog Začeća BDM – Zagreb
    - Sisak
- Školske sestre franjevke
  - Bosansko-hrvatska provincija Prečistog Srca Marijina
    - Kloštar Ivanić
- Sestre Milosrdnog Isusa
  - Sisak

Izvor: Sisačka biskupija

## Školstvo
Na području biskupije djeluju Katolička osnovna škola u Sisku i Katolička opća gimnazija u Popovači.
Biskupija putem Zaklada “Fra Bonifacije Ivan Pavletić” dodjeljuje stipendije darovitim i potrebitim učenicima.

## Također pogledajte
- Katolička upravna podjela Republike Hrvatske
- Sisačka katedrala
- Bazilika sv. Kvirina u Sisku

## Galerija
- Katedrala Uzvišenja sv. Križa u Sisku
- Crkva sv.Lovre u Petrinji, jedna od najvećih župa u Sisačkoj biskupiji

## Vanjske poveznice
- Stranice Sisačke biskupije
- Stranice katehetskog ureda Sisačke biskupije  Arhivirana inačica izvorne stranice od 25. ožujka 2011. (Wayback Machine)